# Lac des Fourches
Lac des Fourches är en sjö i Kanada.   Den ligger i regionen Abitibi-Témiscamingue och provinsen Québec, i den sydöstra delen av landet, 300 km nordväst om huvudstaden Ottawa. Lac des Fourches ligger 295 meter över havet. Arean är 8,8 kvadratkilometer. Den sträcker sig 5,7 kilometer i nord-sydlig riktning, och 3,9 kilometer i öst-västlig riktning.
I omgivningarna runt Lac des Fourches växer i huvudsak blandskog. Trakten runt Lac des Fourches är nära nog obefolkad, med mindre än två invånare per kvadratkilometer.